# Ugaritisch

Alfabet

Het Ugaritisch of Oegaritisch wordt beschouwd als een Semitische taal en is daarmee verwant aan onder andere het Arabisch, Aramees en Hebreeuws.
De taal kent - net zoals het Arabisch - drie naamvallen (nominatief, accusatief en genitief), twee geslachten (mannelijk en vrouwelijk) en drie getallen (enkelvoud, dualis (tweevoud) en meervoud). Ook de zinsbouw is vergelijkbaar met het Arabisch en wordt gekenmerkt doordat de zin (doorgaans) begint met het werkwoord (verbum) gevolgd door het onderwerp (subject) en dan pas het lijdend voorwerp (object): de zogenaamde VSO-structuur. Een ander verschil met bijvoorbeeld het Nederlands is dat het bijvoeglijk naamwoord niet voorafgaat aan het zelfstandig naamwoord, maar er juist op volgt. Verder worden in het Ugaritisch geen nieuwe samenstellingen als woord gevormd door twee bestaande woorden aan elkaar te plakken (zoals in het Nederlands bijvoorbeeld "wagenmaker"), maar maakt men gebruik van de zogenaamde 'genitiefconstructie' ("maker van-wagens", waarbij het tweede deel dus staat in de bezittende naamval, dat wil zeggen in de genitivus) - en ook wat dat betreft lijkt het Ugaritisch op andere Semitische talen, zoals het Arabisch. 
De stadstaat Ugarit, met een internationale haven, was een van de eerste plaatsen waar een alfabetisch spijkerschrift tot ontwikkeling kwam.
Dit laat bronstijd alfabet bestond uit 30 tekens, 27 voor consonanten, 3 voor a i o wat uitzonderlijk was in het Semitisch systeem.
De standaard naslagwerkcollectie voor de Ugaritische spijkerschriftteksten is Keilalphabetische Texte aus Ugarit (KTU).

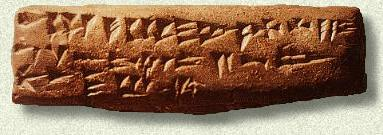
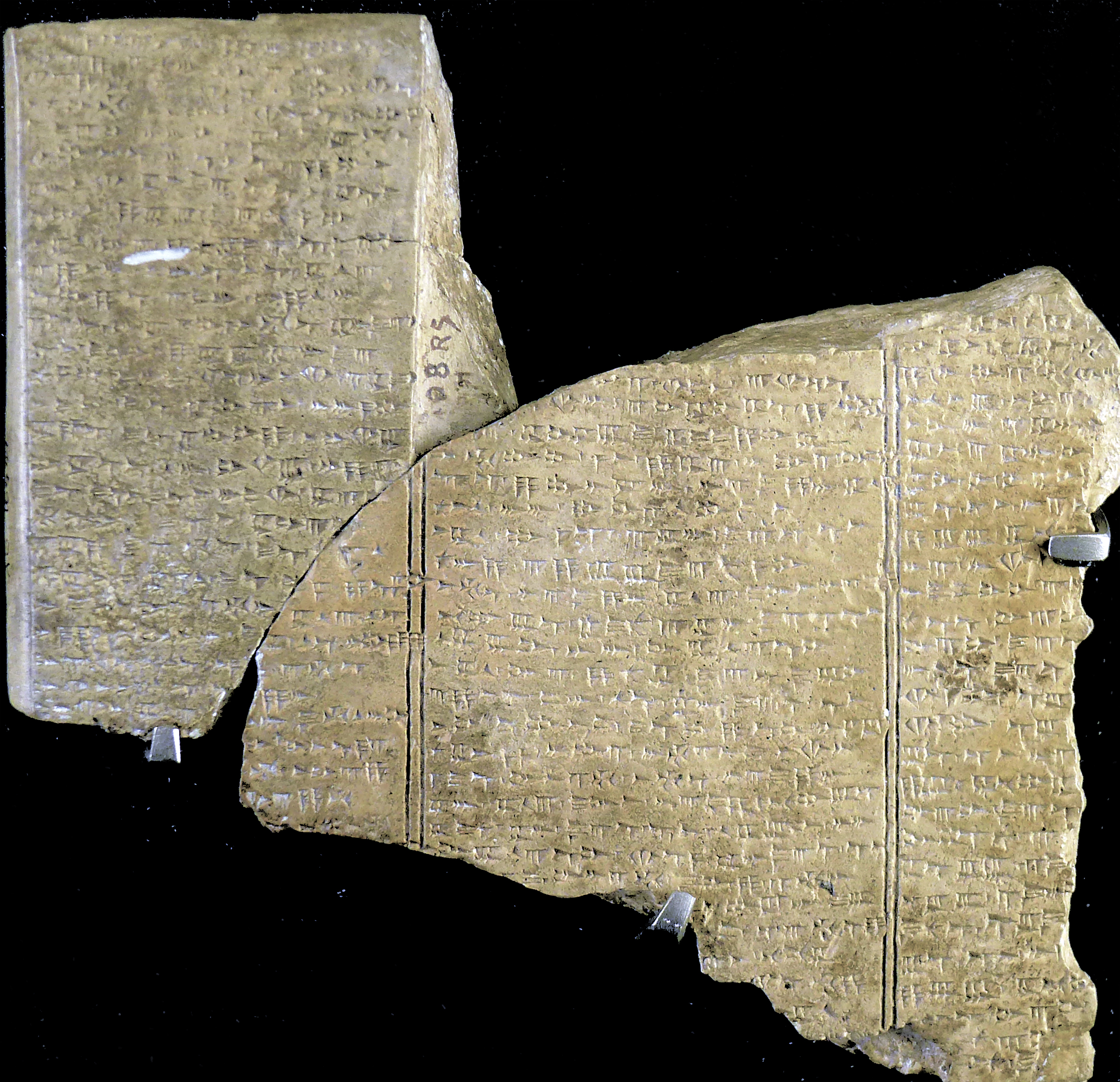
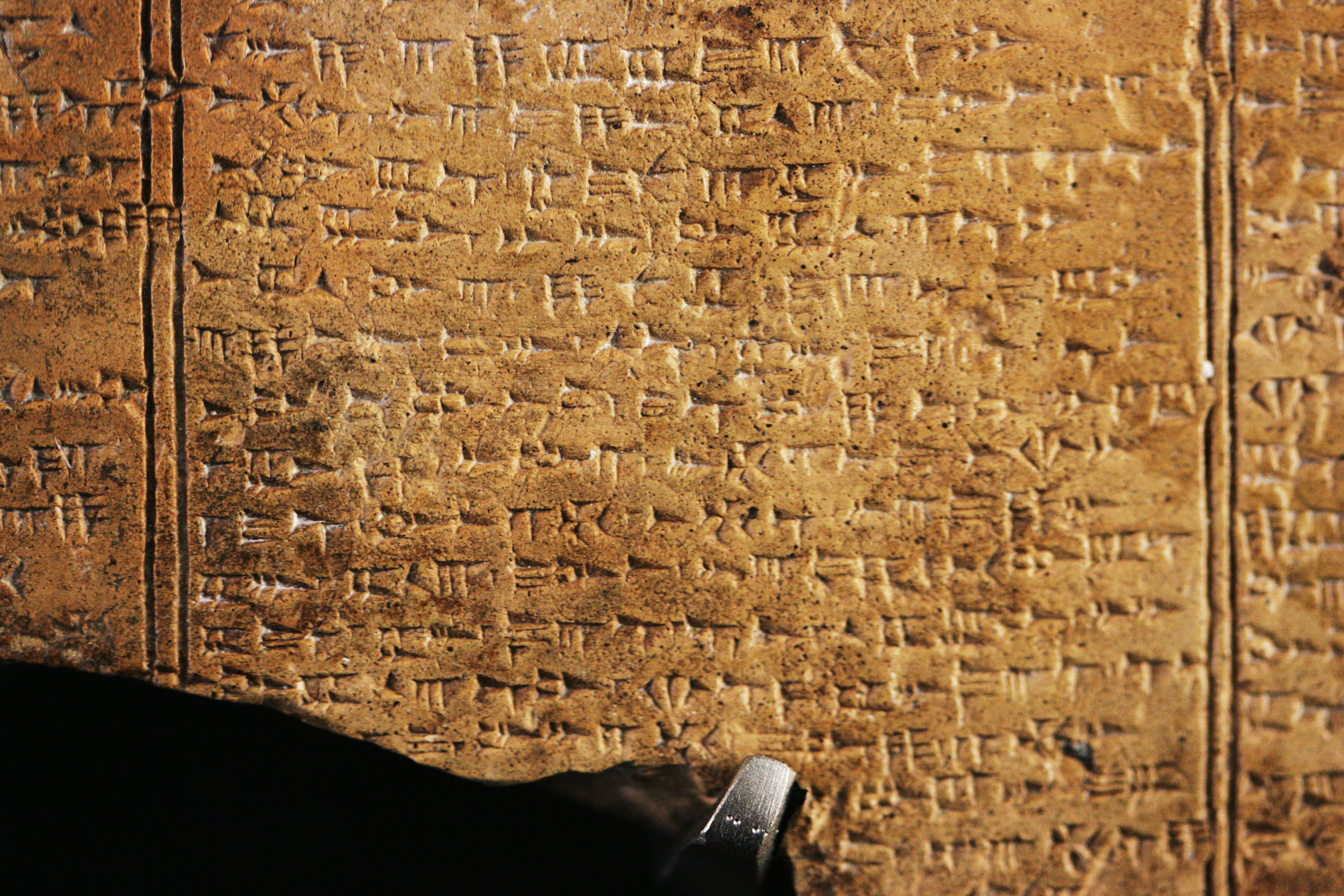
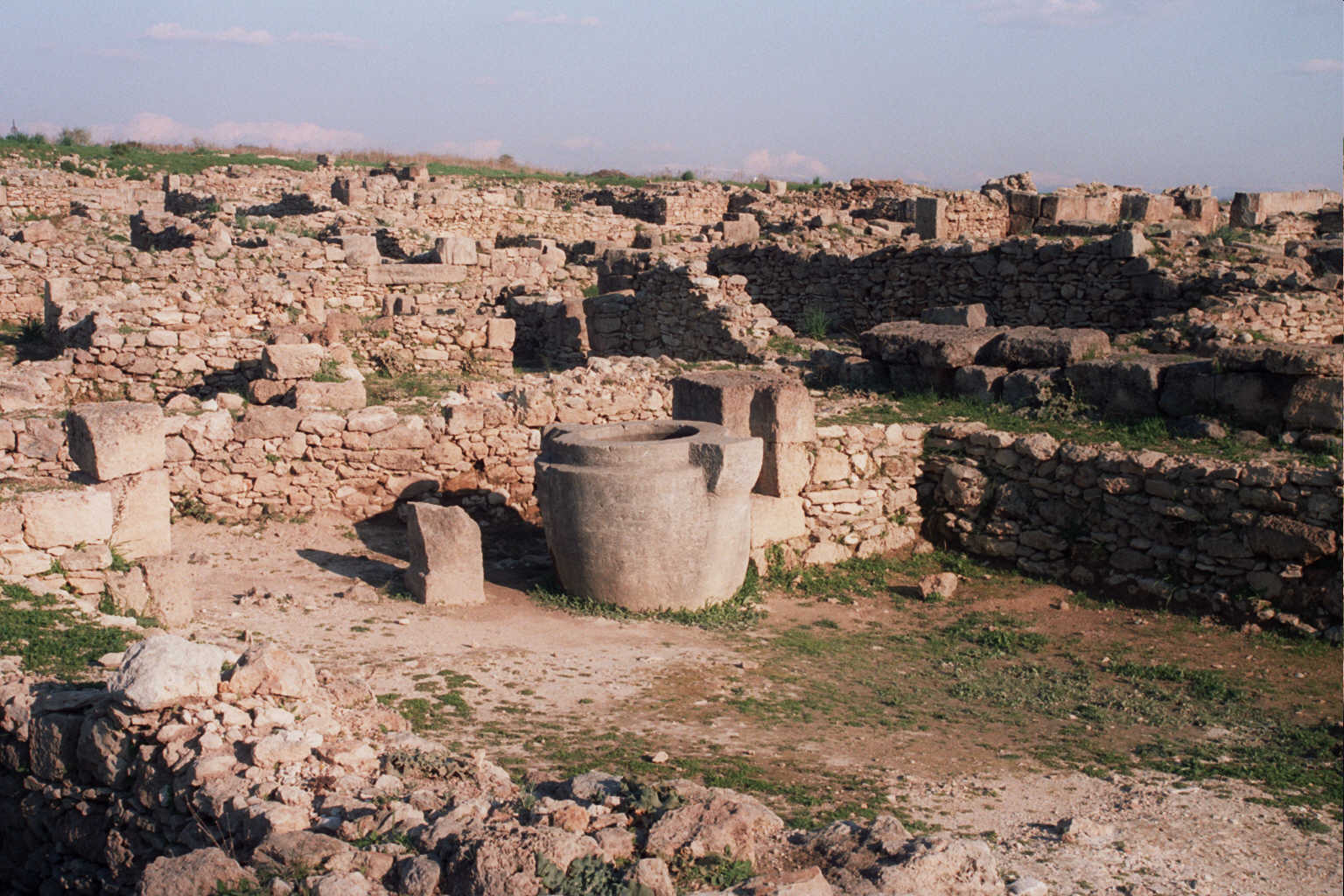